# Śródziemie: Cień wojny
Śródziemie: Cień wojny (ang. Middle-earth: Shadow of War) – przygodowa gra akcji z elementami cRPG osadzona w uniwersum Śródziemia, stworzona przez Monolith Productions, a wydana przez Warner Bros. Interactive Entertainment na platformy Microsoft Windows, PlayStation 4 oraz Xbox One 10 października 2017. Jest to kontynuacja gry z 2014 roku zatytułowanej Śródziemie: Cień Mordoru.
Zadaniem gracza jest stworzenie własnej armii orków. Do umiejętności bohatera, względem poprzedniej części, dodano nowe, ulepszone moce. Należy przy ich pomocy i odpowiedniej strategii dokonać pogromu przeciwników. Oprócz tworzenia armii orków, występuje również bezpośrednia walka przy pomocy bohatera jak i sprzymierzonych grup. Postać może posiadać smoka, który służy jako broń przeciwko wrogom.
Zastosowany w grze system Nemesis wprowadza niezwykle zaawansowaną sztuczną inteligencję, co pozwala na bardziej naturalne reakcje oponenta na decyzje gracza. Po zabiciu zbyt wielu przywódców, mniej ważni decydenci zaczną się gracza bać, a to ułatwia przejęcie ich umysłów i przeciągnięcie na stronę gracza.

## Fabuła
Akcja gry jest kontynuacją poprzedniej części cyklu. Główny bohater nazywa się Talion, był strażnikiem Czarnej Bramy. Przebieg fabuły koncentruje się na Celebrimborze, który zajmował się wykuwaniem pierścieni władzy. Jako zjawa nawiązuje współpracę z Talionem, będąc w jego ciele. Wykuty zostaje nowy pierścień, dzięki któremu Talion może zostać królem oraz pomóc w zgromadzeniu armii mającej powstrzymać Saurona i jego siły.

## Rozgrywka
Główna rozgrywka pozostała bez zmian, z odświeżeniem formuły. Gra jest rodzaju action-RPG, w której główny bohater stawia czoło armii Saurona. Dysponuje różnymi umiejętnościami przydającymi się w walce i podczas eksploracji otwartego świata. Nowością w grze są smoki służące do przemieszczania się i walki. Dodano więcej baz wypadowych oraz powiększono obszar map.
Miejscem gry jest otwarty świat, który można dowolnie eksplorować pieszo lub wierzchem na wielu stworach. Obejmuje ona lokacje: Minas Ithil (Minas Morgul), Cirith Ungol, Gorgoroth, fortecę nad jeziorem Nurnen i Seregost. Zdolności głównej postaci pozwalają na pokonywanie przeszkód w terenie, wspinanie po ścianach czy dalekie skoki. Element walki opiera się na kombinacji ataków i kontr oraz eliminacji wroga po cichu przy pomocy skradania się. Przy pomocy Celebrimbora można opętać wrogiego żołnierza, z którego umysłu czerpiemy informacje, których prawdziwość i przydatność zależy od poziomu umiejętności bohatera.
Większy nacisk położono na elementy RPG. W grze umieszczony został spory wybór ekwipunku o różnych parametrach. Od wyboru gracza, zależy ewolucja nowych wrogów lub towarzyszy. W zależności od tego, jak się ich traktuje mogą ponownie dołączyć do wroga. Przeciwnicy są podzieleni na siedem plemion o różnych wadach i zaletach. Oprócz zabijania przeciwników dobiera się strategię, przy pomocy, której przejęta zostaje kontrola nad fortecą nieprzyjaciela. Udana operacja nie oznacza, że zamek pozostaje pod naszym władaniem, gdyż może zostać odbity. W takim przypadku można wydać rozkaz generałowi do prowadzenia obrony. Zdobycie twierdzy oznacza przejęcie kontroli nad regionem Mordoru.
Udostępniony graczom został tryb multiplayer. Gracze mogą odbijać swoje fortece, grając towarzysko lub  rankingowo.
Stworzony został system mikrotransakcji pozwalający kupować przedmioty przydatne w grze za prawdziwe pieniądze.
Okradając zabitych wrogów, znajduje się nowe uzbrojenie i pancerz. Broń i zbroje zostały opisane wieloma współczynnikami. Niektóre elementy ekwipunku posiadają unikalne cechy dodatkowe, których odblokowanie wymaga wykonania zadania. Wyposażenie można ulepszać przy pomocy specjalnych klejnotów, a nowy Pierścień Władzy przy pomocy run. Występują również umiejętności aktywne i pasywne, do których dostęp odblokowany zostaje w miarę zwiększenia poziomu gracza.

## Produkcja i wydanie
Początkowo premierę gry zaplanowano na 25 sierpnia 2017. Następnie przesunięto wydanie na 10 października 2017. Na komputerach stacjonarnych produkcję można uruchomić tylko na systemie Windows 10. W przypadku konsol gra wykorzystuje możliwości silniejszych wersji – PlayStation 4 Pro oraz Xboksa One X.
Wydawca gry udostępnił dwie edycje: standardową i złotą. Złota zawiera przepustkę sezonową, w ramach której kupujący otrzymują dwa mniejsze dodatki wprowadzające nowe frakcje orków oraz dwa DLC fabularne, poszerzające historię opowiedzianą w tytule.

## Wymagania sprzętowe
Minimalne wymagania sprzętowe:
- procesor Intel Core i5-2550K
- 8 GB pamięci RAM
- kartę graficzną GeForce GTX 670 lub Radeon HD 7950,
- dostęp do Internetu
- 60 GB przestrzeni na dane.

Śródziemie: Cień Wojny – wymagania zalecane
- Procesor: Intel Core i7-3770
- 16 GB RAM
- Grafika: GeForce 970 lub GeForce 1060 / Radeon R9 290X lub Radeon RX 480

- 60 GB miejsca na dysku